# فیلیپ استانکوویچ
فیلیپ استانکوویچ (زاده ۲۵ فوریه ۲۰۰۲) یک بازیکن فوتبال اهل صربستان است که هم اکنون برای باشگاه فوتبال ونتزیا به عنوان دروازه بان بازی می‌کند.

## زندگی شخصی
وی فرزند دژان استانکوویچ، بازیکن سابق باشگاه فوتبال اینتر میلان و برادر الکساندر استانکوویچ، دیگر بازیکن فوتبال است.
دایی او نیز میلنکو آسیموویچ است.